# إطلاق نار

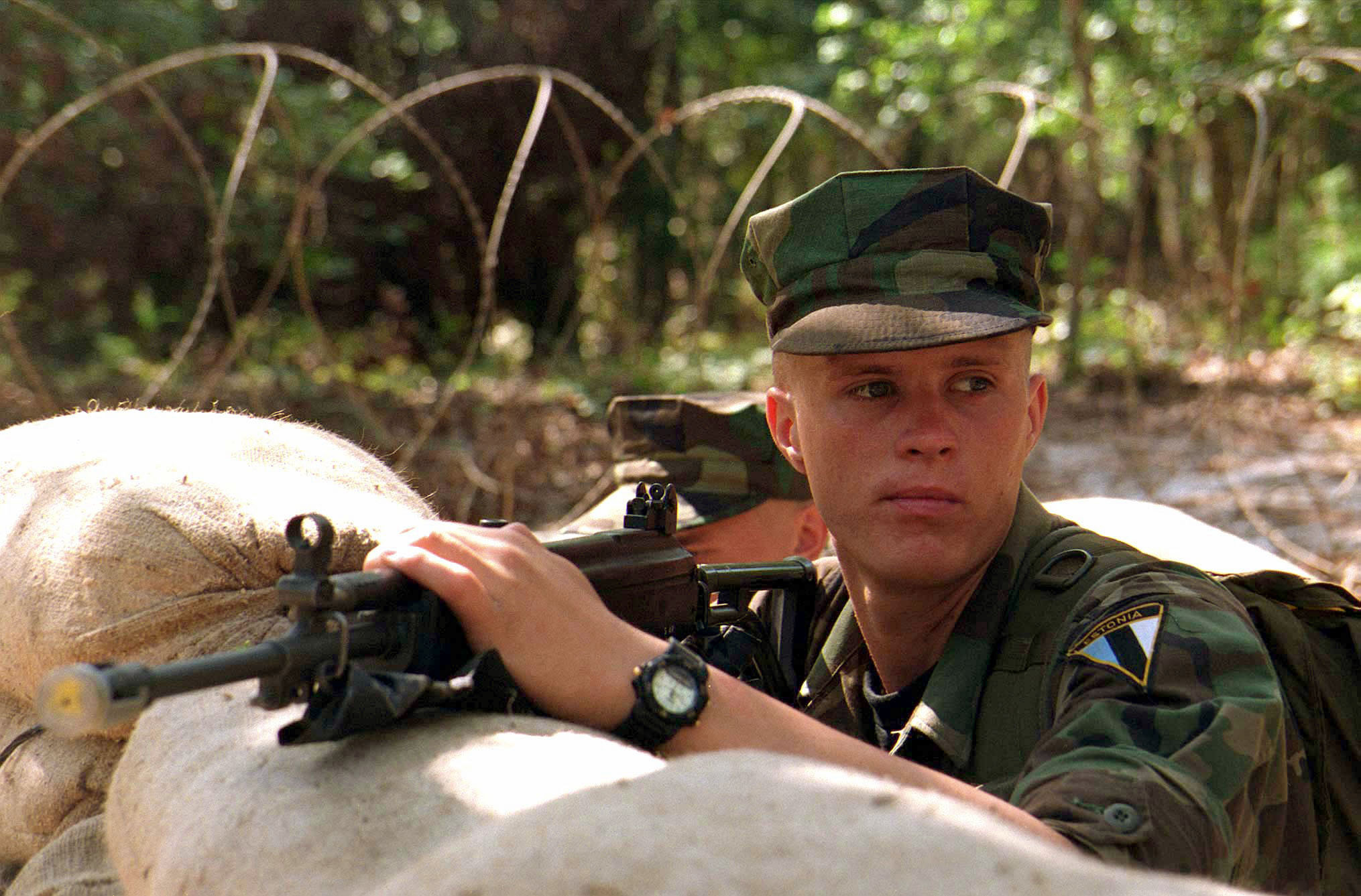
وضعية مثالية لإطلاق النار حيث توجد أكياس الرمل الحامية للجسد و أيضاً منطقة الزناد تلائم الجندي.

إطلاق النار هي حركة أو فعل أو عملية إطلاق قذيفة باستخدام جميع أنواع سلاح من البنادق. و يمكن تصنيف بعض القذائف مثل الصواريخ والمدفعية كأسلحة إطلاق النار، وكل شخص يعمل كصياد يعتبر أنه يستعمل خاصية إطلاق النار ويجب عليه التقيد بأوامر وقف إطلاق النار من عند الدولة.

## تقنيات إطلاق النار

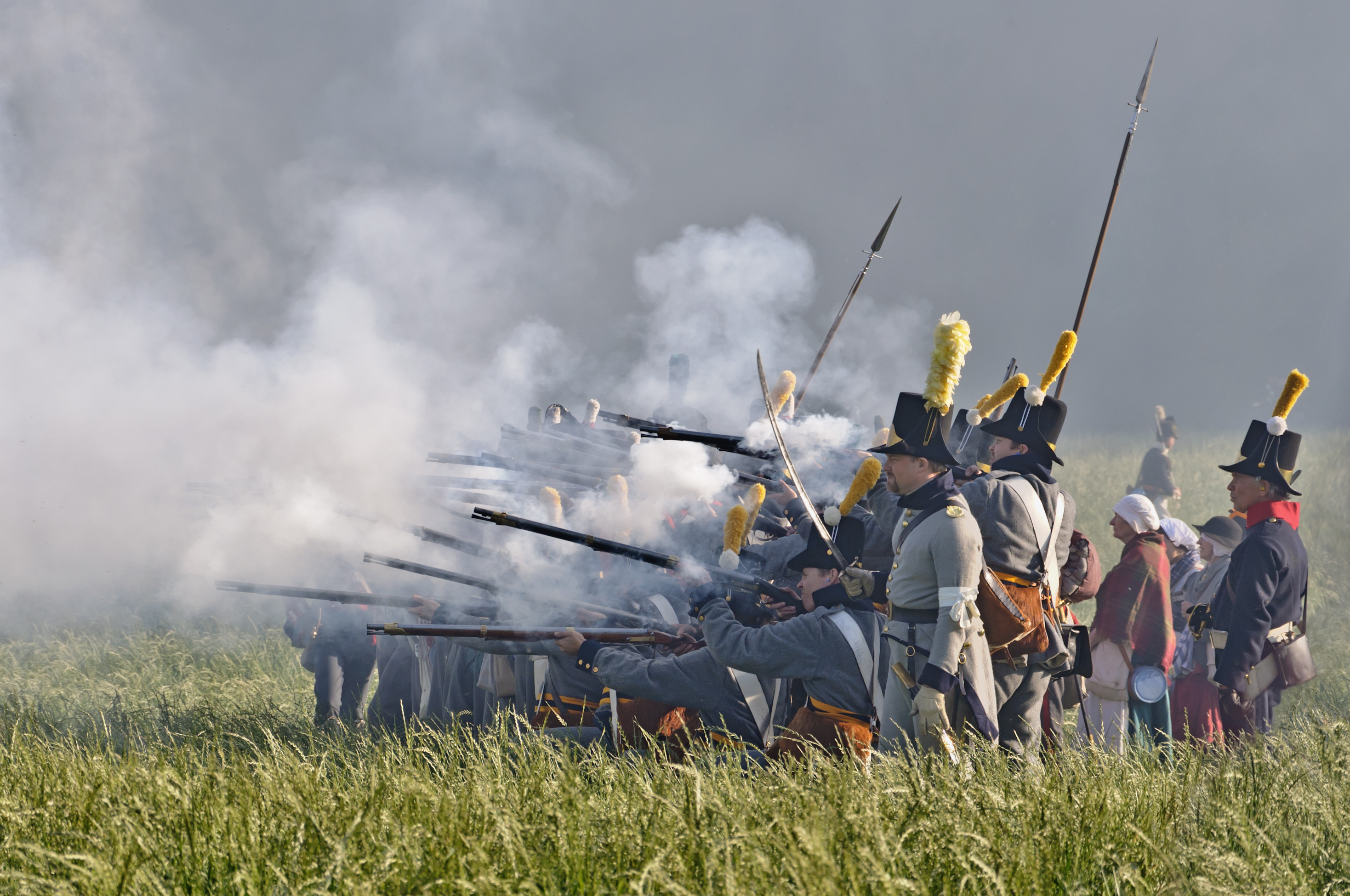
إطلاق النار كثيف و متزامن في معركة واترلو سنة 1815.

تقنيات إطلاق النار تعتمد على الأسلحة (مسدس، بندقية...)، و المسافة وطبيعة الهدف والدقة و الوقت المتاح.

وضعية مطلق النار والتنفس تلعبان دورا هاما في حركة إطلاق النار من بندقية طويلة أو مسدس.

بعض الألعاب الرياضية تستعمل سلاح ناري، مثل الرماية بأنواعها التي تعتمد أساسا على التكيز والوضعية المناسبة لإطلاق النار.

وضعيات إطلاق النار الأكثر شيوعا هي الوقوف في إطلاق النار (الأقل توازن)، و الجلوس على الركبة، الجلوس مع الاختباء (الأكثر إستعمالا).

حركة وضع البندقية تحت الإبط (الأسلوب المفضل في السينما) ليس فيها دقة كبيرة للهدف.

## الحماية
كل مطلق للنار ما إذا كان رياضي أو عسكري أو لغرض الترفيه عليه التقيد في جميع الأوقات بقواعد السلامة الأربعة، لتكون جميع الأنشطة تتوفر فيها السلامة وتبتعد عن الخطر ووقوع حوادث.

و القواعد الأربعة هي:
1. السلاح يعتبر دائما معبئا بالذخيرة حتى يؤكد مطلق النار خلاف ذلك.
2. لا يوجه أبدا المدفع إلى هدف ما لا يراد تدميره حتى لو كان في عدم نشاطه.
3. لا يوضع الإصبع على الزناد أبدا إلا في حالة وضوح وتثبيت الهدف المراد قنصه.
4. يجب أن يكون مطلق النار متأكدا من هدفه، والمطلق مسؤول على كل طلقة يخرجها.

## الرماية
في الرماية، حركة إطلاق النار دائما ما تكون في إطار مسابقة ما.

## إطلاق النار الترفيهي
إطلاق النار الترفيهي يتعلق بكل عملية قذف أو إطلاق أو رماية في الحياة المدنية سواء كانت على أشخاص أو على حيوانات أو على أهداف جامدة، ويمكن لهذه الأعمال أن تسبب بعض الإصابات والمشاكل في المحيط العام المدني أو مع الشرطة والحرس.

## مقالات ذات صلة
- صيد
- نبالة
- صيد الحمام